# Canton de Doudeville
Le canton de Doudeville est une ancienne division administrative française située dans le département de la Seine-Maritime et la région Haute-Normandie.

## Géographie
Ce canton était organisé autour de Doudeville dans l'arrondissement de Rouen. Son altitude variait de 75 m (Hautot-Saint-Sulpice) à 167 m (Amfreville-les-Champs) pour une altitude moyenne de 135 m.

## Histoire
- De 1833 à 1848, les cantons de Doudeville et de Yerville avaient le même conseiller général. Le nombre de conseillers généraux était limité à 30 par département[1].

## Représentation

### Conseillers généraux de 1833 à 2015
| Période           | Période      | Identité                            | Étiquette             | Qualité                                                                             |
| ----------------- | ------------ | ----------------------------------- | --------------------- | ----------------------------------------------------------------------------------- |
| 1833              | 1836         | Jean Duglé                          | Indépendant           | Maire de Doudeville                                                                 |
| 1836              | 1845         | Louis Marcel Bataille de Bellegarde |                       | Propriétaire, maire de Grémonville                                                  |
| 1845              | 1852 (décès) | Hygin Auguste Cavé                  |                       | Inspecteur des Beaux-Arts Maître des requêtes au Conseil d'État Avocat à Doudeville |
| 1852              | 1871         | Gustave Belot                       | Bonapartiste          | Propriétaire à Rouen                                                                |
| 1871              | 1880 (décès) | Eugène Guillotin                    | Monarchiste           | Maire de Doudeville                                                                 |
| 1880              | 1903 (décès) | Laurent Isidore Berthelot           | Républicain           | Médecin, maire de Saint-Laurent-en-Caux, conseiller d'arrondissement                |
| 1903              | 1937         | André Lavoinne                      | Rad.                  | Propriétaire agricole à Boudeville Député (1912-1924) Sénateur (1927-1944)          |
| 1937              | 1940         | Georges Belgule                     | Union nationale       | Pharmacien Maire de Doudeville Nommé membre du Conseil départemental en 1943        |
|                   |              |                                     |                       |                                                                                     |
| 1945              | 1955 (décès) | Jacques Loutrel (1898-1955)         | MRP                   | Propriétaire terrien Maire de Saint-Laurent-en-Caux                                 |
| 18 septembre 1955 | 1971 (décès) | Gérard Lecomte                      | DVD                   | Vétérinaire Maire de Doudeville (1953-1971)                                         |
| 21 février 1971   | 2000 (décès) | Gérard Ducastel                     | CD puis UDF-Rad.      | Agriculteur Maire de Canville-les-Deux-Eglises                                      |
| 2000              | 2008         | Louison Tartarin                    | DVD                   | Assureur Maire de Doudeville                                                        |
| 2008              | 2015         | Erick Malandrin                     | DVD ("Alternance 76") | Médecin généraliste Conseiller municipal de Doudeville                              |

### Conseillers d'arrondissement (de 1833 à 1940)
Le canton de Clères appartenait à l'arrondissement d'Yvetot jusqu'à sa disparition en 1926.
| Période                                  | Période      | Identité                              | Étiquette       | Qualité |
| ---------------------------------------- | ------------ | ------------------------------------- | --------------- | --- |
| 1833                                     | 1848         | M. Guilbert                           |                 | Juge de paix à Doudeville                                                                                   |
| 1848                                     | 1856 (décès) | Pierre-Benoit Cacheleu                |                 | Maire de Doudeville                                                                                         |
| 1856                                     | 1870         | Bernard Bernage                       | Bonapartiste    | Maire de Gonzeville                                                                                         |
| 1870                                     | 1874         | Romain-Hippolyte Séry                 |                 | Notaire à Doudeville, propriétaire à Grainville-Ymauville, juge de paix                                     |
| 1874                                     | 1880         | Laurent Isidore Berthelot             | Républicain     | Médecin, maire de Saint-Laurent-en-Caux                                                                     |
| 1880                                     | 1892         | M. Lefebvre                           | Monarchiste     | |
| 1892                                     | 1906 (décès) | Stanislas Isidore Durozey (1822-1906) | Républicain     | Commerçant mercier, maire de Doudeville                                                                     |
| 1906                                     | 1926         | Georges Renault                       | Rad. puis RG    | Adjoint au maire de Doudeville                                                                              |
| 14 novembre 1926                         | 1934         | Adrien Maupaix                        | RG              | Eleveur, maire de Canville-les-Deux-Églises                                                                 |
| 1934                                     | 1940         | Henri Mauger                          | Union nationale | Directeur de la Caisse d'Epargne de Gournay-en-Bray                                                         |
| 1940                                     |              |                                       |                 | Les conseils d'arrondissement ont été suspendus par la loi du 12 octobre 1940 et n'ont jamais été réactivés |
| Les données manquantes sont à compléter. |              |                                       |                 | |

## Composition
Le canton de Doudeville regroupait 17 communes et comptait 7 380 habitants (recensement de 1999 sans doubles comptes).
| Communes                  | Population (2012) | Code postal | Code Insee |
| ------------------------- | ----------------- | ----------- | ---------- |
| Amfreville-les-Champs     | 99                | 76560       | 76006      |
| Bénesville                | 142               | 76560       | 76077      |
| Berville                  | 480               | 76560       | 76087      |
| Boudeville                | 182               | 76560       | 76129      |
| Bretteville-Saint-Laurent | 183               | 76560       | 76144      |
| Canville-les-Deux-Églises | 299               | 76560       | 76158      |
| Doudeville                | 2 526             | 76560       | 76219      |
| Étalleville               | 364               | 76560       | 76251      |
| Fultot                    | 179               | 76560       | 76293      |
| Gonzeville                | 111               | 76560       | 76309      |
| Harcanville               | 403               | 76560       | 76340      |
| Hautot-Saint-Sulpice      | 562               | 76190       | 76348      |
| Prétot-Vicquemare         | 134               | 76560       | 76510      |
| Reuville                  | 116               | 76560       | 76524      |
| Saint-Laurent-en-Caux     | 732               | 76560       | 76597      |
| Le Torp-Mesnil            | 233               | 76560       | 76699      |
| Yvecrique                 | 635               | 76560       | 76757      |

## Démographie
| 1962  | 1968  | 1975  | 1982  | 1990  | 1999  | 2009 |
| ----- | ----- | ----- | ----- | ----- | ----- | ---- |
| 5 354 | 5 850 | 5 876 | 6 585 | 7 257 | 7 380 | -    |